# L'ansietat de Veronika Voss
L'ansietat de Veronika Voss (títol original en alemany: Die Sehnsucht der Veronika Voss) és una pel·lícula alemanya de 1982 dirigida per Rainer Werner Fassbinder. Està filmada en blanc i negre i compta amb Rosel Zech i Hilmar Thate com a principals actors, que interpreten a Veronika Voss i al periodista d'esports Robert Krohn, respectivament.
Es tracta de la penúltima pel·lícula que va rodar el cineasta alemany i completa l'anomenada Triologia de la BDR (en referència a les sigles no oficials de la Bundesrepublik Deutschland, en català República Federal d'Alemanya), precedida per Die Ehe der Maria Braun (literalment, "El matrimoni de Maria Braun", 1979) i Lola (1981).
La pel·lícula està inspirada en els darrers dies de vida de l'actriu alemanya Sybille Schmitz, una de les més preferides de Fassbinder. Això no obstant, malgrat les fortes similituds amb la vida real de l'actriu, no es tracta de cap documental.
Amb la darrera entrega de la Triologia BDR, Fassbinder posa al descobert la cara més fosca de l'anomenat miracle alemany, un període que el cineasta va viure amb 10 anys i en el qual la corrupció, l'oportunisme, la droga, el menfotisme juvenil i el domini estatunidenc eren vistes com les principals amenaces pel país.

## Argument
En una plujosa nit de mitjans dels anys 1950, a Múnic, el periodista d'esports Robert Krohn coneix a Veronika Voss, una actriu en hores baixes dels estudis UFA que en els seus millor temps havia arribat a comptar amb una gran popularitat.
Veronika Voss se sorprèn que Robert no hagi sentit a parlar mai d'ella però s'interessa de seguida pel periodista, a qui vol tornar a veure. Comença així un affaire amorós entre els dos professionals que Robert accepta malgrat mantenir una relació amb Henriette.
A mesura que Robert s'interessa per la insòlita vida de la neuròtica i llunàtica Veronika, descobreix que, de fet, la seva amant és captiva d'una corrupta neuròloga anomenada Marianne Katz. La doctora manté a Veronika drogada i administra a discreció les dosis d'òpium per retenir a l'actriu sota la seva voluntat i accedir al seu patrimoni.
Per tal de confirmar les seves sospites, Robert convenç a Henriette de visitar a la doctora, fent-se passar per una pacient rica necessitada d'una psicòloga. En efecte, la doctora li prescriu òpium per tal d'ajudar-la, però la farsa és aviat descoberta i l'astuta Marianna aconsegueix desfer-se d'ella simulant un accident mortal de cotxe.
El següent pas de la doctora és desampallegar-se de Veronika, que se suïcida per sobredosi de pastilles després d'haver sigut tancada en una habitació sense accés a les seves necessàries dosis de morfina. Abans de morir, la doctora s'ha assegurat que Veronika li ha deixat tota l'herència, i celebra la victòria sota la mirada impotent de Robert, que ha sigut incapaç de frenar el tràgic desenllaç.

## Repartiment
| Actor / actriu original | Personatge fictici                                    |
| ----------------------- | ----------------------------------------------------- |
| Rosel Zech              | Veronika Voss                                         |
| Hilmar Thate            | Robert Krohn                                          |
| Cornelia Froboess       | Henriette                                             |
| Annemarie Düringer      | Dr. Marianne Katz                                     |
| Armin Mueller-Stahl     | Max Rehbein, un guionista i ex-marit de Veronika Voss |

## Premis i nominacions
La pel·lícula va guanyar l'Os d'Or de la Berlinale de 1982.